# Église Sainte-Galle de Rome
L'église Sainte-Galle, (italien : chiesa di Santa Galla) était une église de Rome (Italie), située dans le rione Ripa, sur la route qui reliait la Piazza Montanara à la Piazza della Bocca della Verità. L'église et la place  ont été détruites entre 1928 et 1930 pour la construction du premier tronçon de la Via del Mare ( Via del Teatro di Marcello (it) ) ; le mobilier et l' autel ont été transférés dans la nouvelle église Sainte-Galle à Garbatella, construite en 1940.

## Histoire
Selon la tradition, l'église a été construite sur la maison du patricien Galla, fils de Symmachus, comme lieu d'exposition d'une image miraculeuse de la Madone.

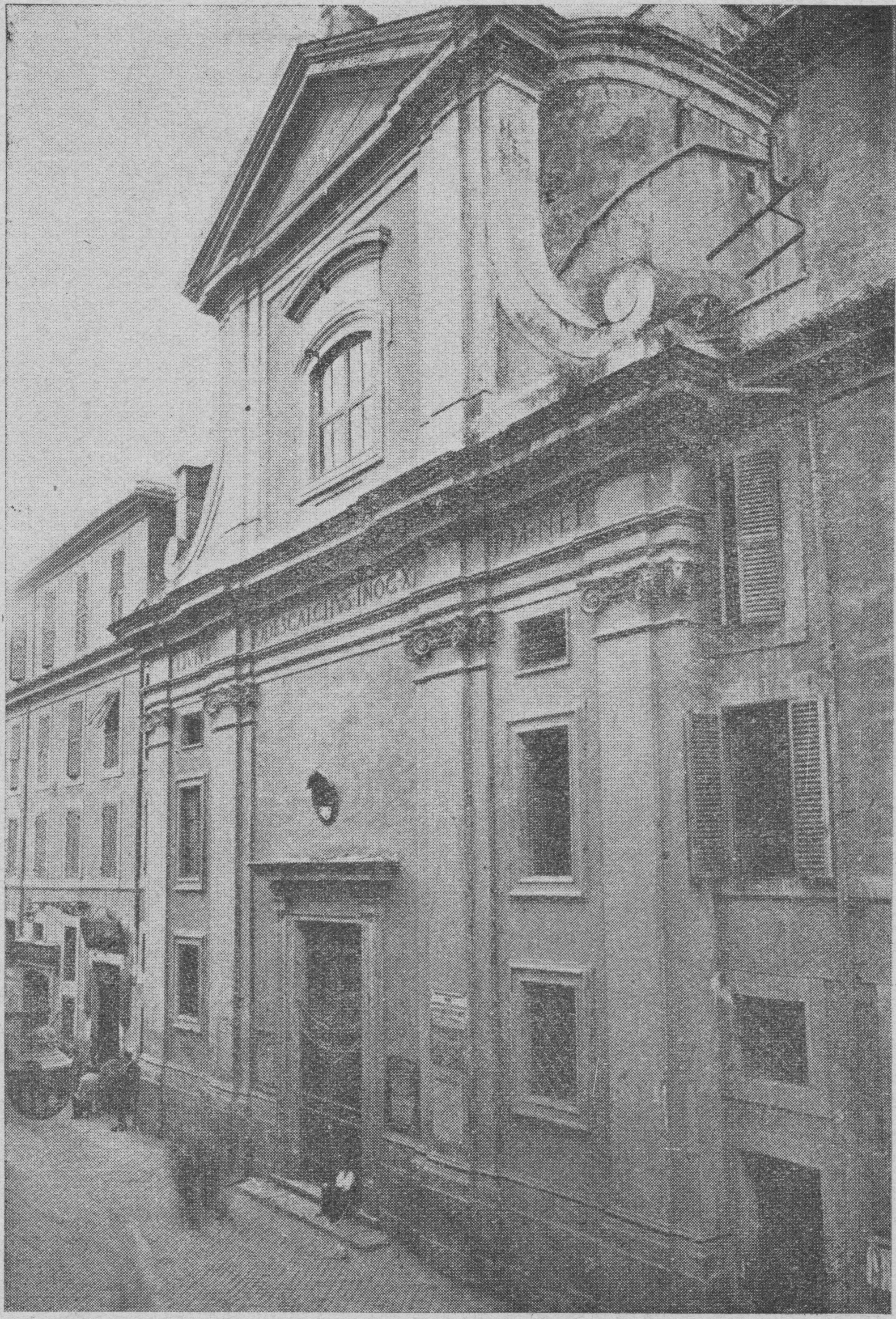
Façade de l'église (avant 1930)

L'église tire son nom de Santa Maria in Portico (non provenant des portiques voisins), connue sous le nom de Porticus Gallatorum au Moyen Âge. Grégoire le Grand, dévoué à la fois à saint Galla et à l'image vénérée dans cette église, la déclare église. Au Moyen Âge Grégoire VII la reconstruit et la consacre le 8 juillet 1073 .
Lorsque la peste fait rage à Rome en 1656, des habitants se recommandent à la protection de la Madone de Santa Maria in Portico, pour laquelle est choisi  un meilleur emplacement. Alexandre VII décrète de transférer l'image de la Madone et le titre cardinal de Santa Maria in Portico à l'église voisine de Santa Maria in Campitelli ; L'ancienne église de Santa Maria in Portico reçoit le nouveau nom de Sainte-Galle et un atelier est construit à proximité. Le transfert de l'image a lieu le 14 janvier 1662. L'église Sainte-Galle est reconstruite aux frais de Livio Odescalchi, d'après un projet de Mattia de Rossi : les pauvres sont transférés à l'institution caritative de la famille Odescalchi, l'hospice de San Michele a Ripa.
L'intérieur de l'église a conservé deux Anges en adoration du Saint-Sacrement en plâtre, créés par Gian Lorenzo Bernini comme modèles pour ceux en métal de la chapelle du Saint-Sacrement de Saint-Pierre au Vatican. Un ancien ara romain transformé en autel catholique et un tableau de Saint-Gall recevant l'image de la Madone du Portique, sont désormais dans l'église moderne Sainte-Galle à Garbatella.